# العلاقات البوسنية البالاوية
العلاقات البوسنية البالاوية هي العلاقات الثنائية التي تجمع بين البوسنة والهرسك وبالاو.

## مقارنة بين البلدين
هذه مقارنة عامة ومرجعية للدولتين:
| وجه المقارنة                                              | البوسنة والهرسك                                             | بالاو                         |
| --------------------------------------------------------- | ----------------------------------------------------------- | ----------------------------- |
| المساحة (كم2)                                             | 51.20 ألف                                                   | 465                           |
| عدد السكان (نسمة)                                         | 3.51 مليون                                                  | 21.73 ألف                     |
| الكثافة السكانية (ن./كم²)                                 | 68.55                                                       | 4.67 ألف                      |
| العاصمة                                                   | سراييفو                                                     | نغيرولمود، كورور              |
| اللغة الرسمية                                             | اللغة البوسنوية، اللغة الكرواتية، اللغة الصربية             | لغة إنجليزية، اللغة البالاوية |
| العملة                                                    | مارك بوسني                                                  | دولار أمريكي                  |
| الناتج المحلي الإجمالي (بليون دولار)                      | 18.17 مليار                                                 | 291.54 مليون                  |
| الناتج المحلي الإجمالي (تعادل القوة الشرائية) بليون دولار | 41.35 مليار                                                 | 326.12 مليون                  |
| الناتج المحلي الإجمالي الاسمي للفرد دولار أمريكي          | 4.25 ألف                                                    | 13.50 ألف                     |
| الناتج المحلي الإجمالي للفرد دولار أمريكي                 | 10.43 ألف                                                   | 14.76 ألف                     |
| مؤشر التنمية البشرية                                      | 0.733                                                       | 0.780                         |
| رمز المكالمات الدولي                                      | +387                                                        | +680                          |
| رمز الإنترنت                                              | .ba                                                         | .pw                           |
| المنطقة الزمنية                                           | توقيت وسط أوروبا، ت ع م+01:00، ت ع م+02:00، أوروبا/سراييفو ‏ | ت ع م+09:00                   |

## منظمات دولية مشتركة
يشترك البلدان في عضوية مجموعة من المنظمات الدولية، منها:
| علم المنظمة | اسم المنظمة                        | تاريخ انضمام البوسنة والهرسك | تاريخ انضمام بالاو |
| ----------- | ---------------------------------- | ---------------------------- | ------------------ |
|             | مؤسسة التنمية الدولية              | 25 فبراير 1993               | 16 ديسمبر 1997     |
|             | الأمم المتحدة                      | 22 مايو 1992                 | 15 ديسمبر 1994     |
|             | منظمة حظر الأسلحة الكيميائية       | ?                            | ?                  |
|             | مؤسسة التمويل الدولية              | 25 فبراير 1993               | 16 ديسمبر 1997     |
|             | وكالة ضمان الاستثمار متعدد الأطراف | 19 مارس 1993                 | 16 ديسمبر 1997     |
|             | يونسكو                             | 2 يونيو 1993                 | 20 سبتمبر 1999     |
|             | البنك الدولي للإنشاء والتعمير      | 25 فبراير 1993               | 16 ديسمبر 1997     |

## وصلات خارجية
- موقع وزارة الخارجية البوسنية